# Meseta de los Apalaches
La meseta de los Apalaches es una serie de mesetas escarpadas diseccionadas ubicadas en el lado occidental de los Apalaches, cadena montañosa que se extiende por el este de los Estados Unidos. La meseta corresponde a la parte noroeste de los Apalaches, que se extiende entre los estados de Nueva York y Alabama. La meseta es una región fisiográfica de segundo nivel de los Estados Unidos, que cubre partes de los estados de Nueva York, Pensilvania, Ohio, Maryland, Virginia Occidental, Virginia, Kentucky, Tennessee, Alabama y Georgia.

## Geografía y características físicas
La formación de la meseta comenzó durante la Era Paleozoica. El levantamiento regional durante este tiempo hizo que el área se elevara por completo sin cambiar la topografía del terreno. El lado este de la meseta aparece como una cadena montañosa. Esta falsa apariencia se debe a una pendiente muy empinada en el lado este conocida como Frente Allegheny. El borde oriental es la parte más alta de la meseta de los Apalaches. En Pensilvania, la elevación varía de 1,750 a 3,000 pies y continúa aumentando hacia Virginia Occidental, donde la elevación es de alrededor de 4,800 pies. Desde Virginia Occidental hasta Tennessee, la elevación desciende hasta los 3000 pies y continúa descendiendo hasta los 1000 pies en Alabama. En el lado occidental de la meseta, la elevación es de 900 pies en Ohio, aumentando a unos 2000 pies en Kentucky. Desde Kentucky, la elevación desciende a 500 pies en el noroeste de Alabama. La meseta tiene una ligera inclinación hacia el noroeste, haciéndola más alta en el lado este.
Una gran parte de la meseta es una cuenca carbonífera, que se formó hace aproximadamente 320 hace millones de años durante el pensilvánico. La meseta estuvo sujeta a glaciación durante la edad de hielo del Pleistoceno. Como resultado, la topografía de esta sección de la meseta es relativamente plana en comparación con el resto de la provincia fisiográfica. Esta porción de la meseta está marcada con evidencia de un pasado glaciar que incluye pantanos, lagos y pequeñas colinas de arena y grava. La topografía del resto de la meseta se creó principalmente a partir de la erosión de los arroyos. El resultado es un paisaje accidentado, a diferencia de muchas otras mesetas, que incluye muchos valles de arroyos angostos rodeados por crestas empinadas.
La región de Kentucky se conoce como la cuenca carbonífera del este de Kentucky. Incluye 35 condados y cubre alrededor del 30% de la tierra de Kentucky. Las secciones principales incluyen la meseta de Allegheny, la meseta de Cumberland y las montañas Cumberland, con los picos más altos ubicados en estas últimas.

### Regiones fisiográficas
La meseta de los Apalaches es una provincia de la región fisiográfica de las tierras altas apalachianas. La provincia de la meseta de los Apalaches se divide en siete secciones fisiográficas: Mohawk, Catskill, el sur de Nueva York, los montes de Allegheny, Kanawha, la meseta de Cumberland y las montañas Cumberland. Cada sección se clasifica en la provincia de la meseta de los Apalaches debido a sus similitudes en la composición geológica, la topografía y la vida silvestre. 

## Geología

Zonas de los Apalaches del United States Geological Survey de Estados Unidos, con la meseta en color azul

La roca que subyace a la meseta de los Apalaches consiste en una base de roca precámbrica, cubierta por roca sedimentaria de la Era Paleozoica. En la parte superior del sótano hay una capa gruesa, de aproximadamente 20,000 pies, de una mezcla de rocas de los periodos Cámbrico, Ordovícico y Silúrico Medio. Esta roca consiste en esquisto, limolita y arenisca. Por encima de esta capa se encuentra la cuenca de evaporación del Silúrico Superior, o cuenca de rocas sedimentarias formadas químicamente. El cinturón plegado de la meseta consta de estratos paleozoicos estructuralmente complejos que fueron cabalgados sobre los evaporados más jóvenes.
Cuando se formaron las montañas Apalaches, se levantó la meseta. La provincia fisiográfica de Valley and Ridge muere debajo de la meseta. Hay múltiples valles en toda la región que consisten en áreas expuestas de piedra caliza y esquisto.

## Historia

### Nativos americanos
Los arqueólogos tienen evidencia de que los nativos americanos vivieron en la región de los Apalaches hace más de doce mil años; sin embargo, es difícil decir exactamente cuándo los ocupantes habitaron la tierra por primera vez. Se recolectaron artefactos humanos cerca de Meadowcroft Rockshelter en el sur de Pensilvania que tenían al menos dieciséis mil años. Debido a que los primeros nativos americanos eran cazadores-recolectores que vivían de la tierra, dejaron tras de sí pocos rastros materiales de sus vidas. Por eso es tan difícil para los investigadores determinar cuándo se asentaron en esta zona. Al igual que muchas tribus nativas americanas históricas, los primeros habitantes de los Apalaches sobrevivieron como nómadas, siguiendo sus patrones de alimentación según la temporada.
Alrededor de este período, América del Norte todavía se estaba recuperando de su último período glacial, y el clima era muy diferente al actual. El clima y el hábitat se parecían más a una tundra, con temperaturas más bajas, numerosas coníferas y grandes mamíferos, como mamuts y tigres dientes de sable. Finalmente, el clima comenzó a calentarse nuevamente, los grandes mamíferos comenzaron a desaparecer y la vegetación que se ve con más frecuencia hoy en día comenzó a florecer. Estos cambios climáticos hicieron que la vida de los nativos americanos fuera más sostenible. Continuaron inventando nuevas armas e hicieron avances en la agricultura hasta que los europeos llegaron a América del Norte.

### Asentamientos europeos

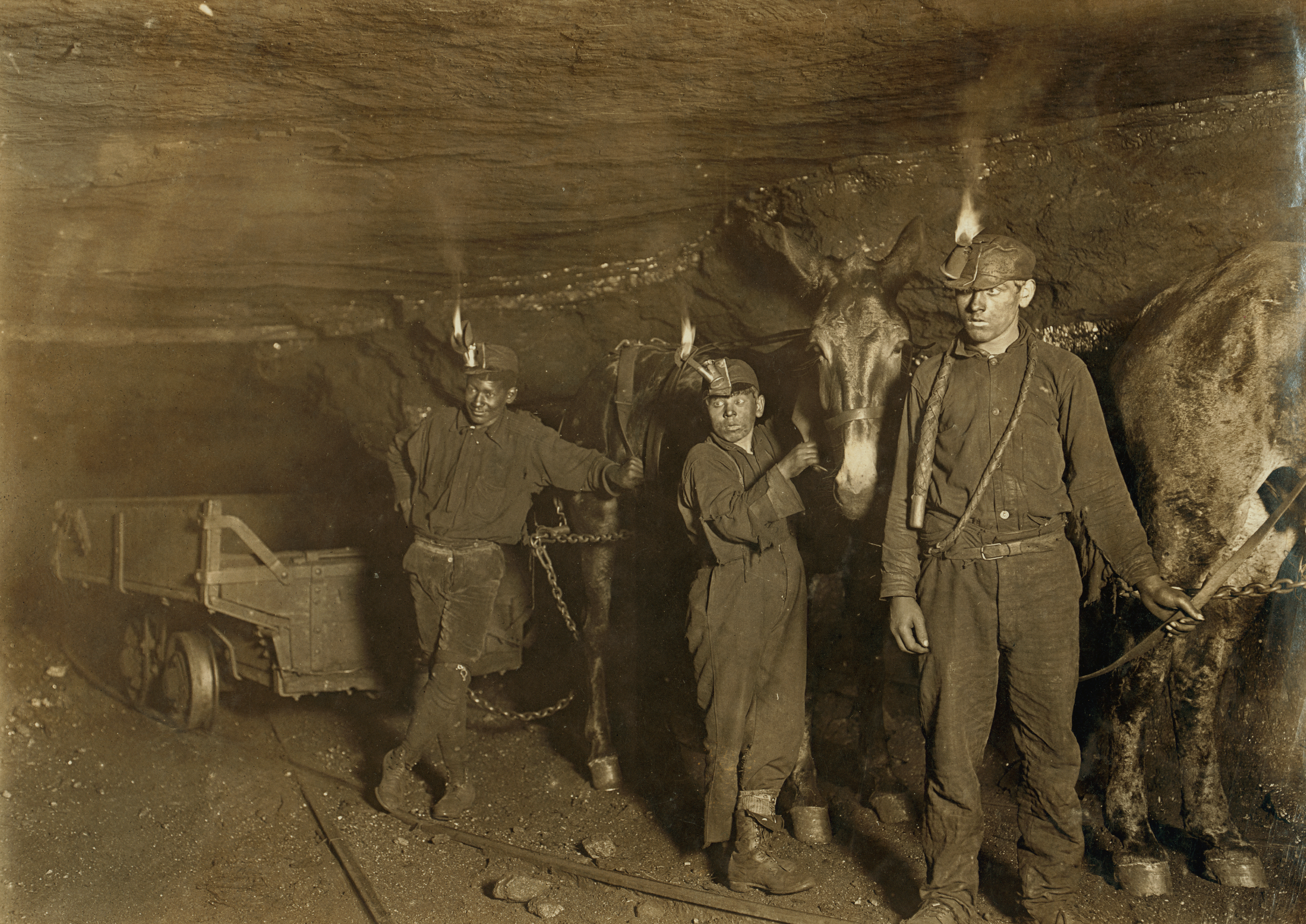
Niños mineros del carbón en Gary, Virginia Occidental, 1908.

Los europeos se establecieron en América del Norte a partir del siglo XVII. En 1749, Jacob Martin y Steven Sewell fueron los primeros europeos que se establecieron en la meseta de los Apalaches, específicamente en lo que ahora es el condado de Pocahontas en Virginia Occidental. La colonización europea y la competencia con los nativos americanos dieron como resultado una alta mortalidad debido a nuevas enfermedades, así como más muertes y trastornos sociales debido a la guerra. Después de expulsar a los nativos americanos, los colonos europeos americanos destinaron gran parte de la tierra para el desarrollo de la agricultura.
De 1861 a 1865, la meseta de los Apalaches sufrió la Guerra Civil, pero en comparación con muchas otras partes del país, sufrió pocos daños. Durante la guerra, las fuerzas de la Unión obtuvieron el control de la mayor parte de la meseta y, posteriormente, esa posesión no fue cuestionada. Solo se produjeron tres batallas notables en la región de la meseta durante la guerra, por lo que no se destruyó gran parte de la tierra.
Después de la guerra, la industria del carbón floreció. Muchos condados de la región de la meseta de los Apalaches, como el condado de McDowell en Virginia Occidental, quedaron dominados por la minería del carbón. Se crearon pueblos mineros del carbón y muchos inmigrantes se sintieron atraídos por la región en busca de trabajo. Aunque la minería era buena para la economía, las muertes eran altas en el duro trabajo de las minas. Entre los terribles incidentes del carbón estuvo el desastre minero de Monongah de 1907.

## Biodiversidad

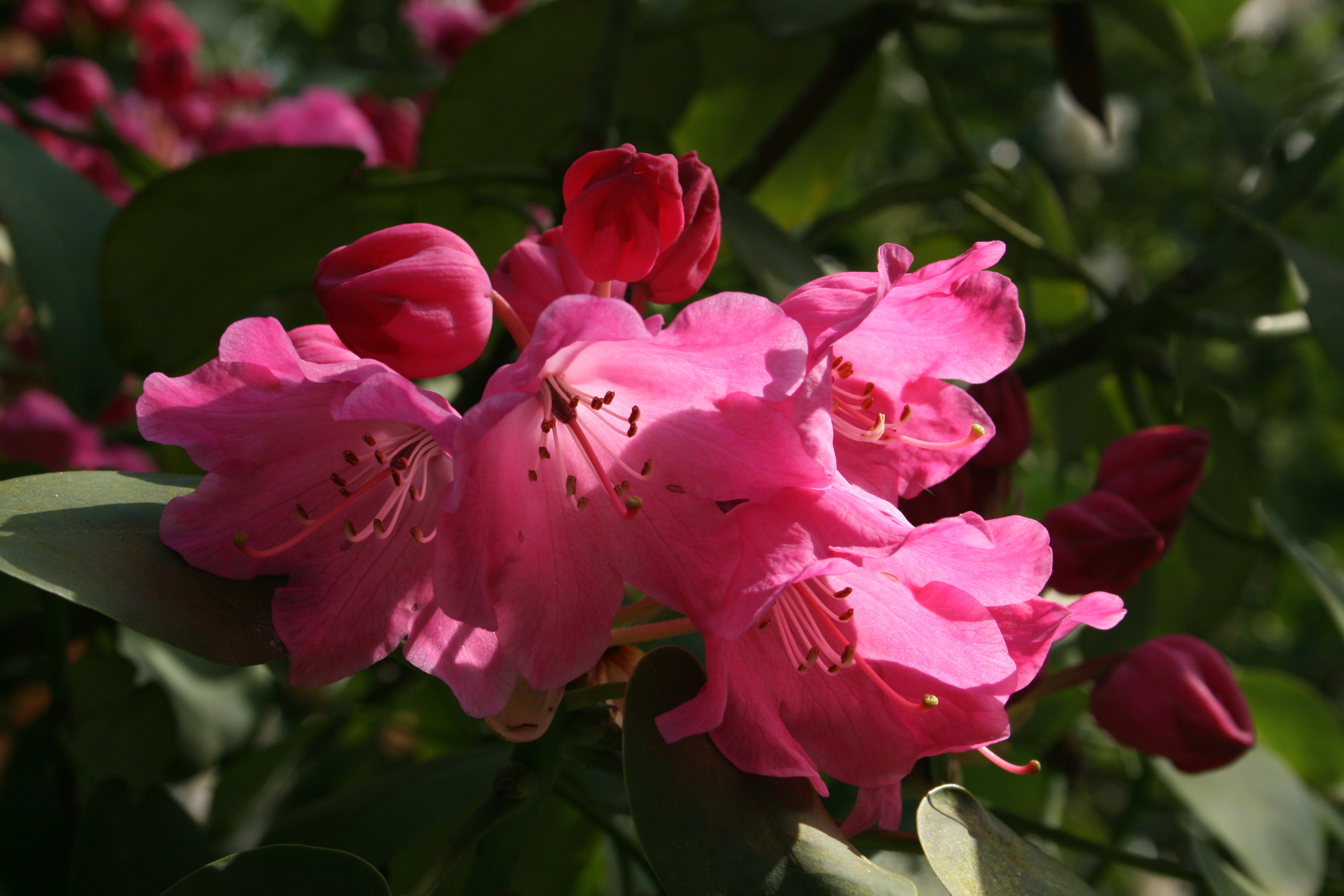
Rhododendron

### Flora
La región de los Apalaches es el hogar de una gran variedad de vida vegetal y animal debido a su gran variedad de climas y condiciones que dan a la región de la meseta de los Apalaches una gran biodiversidad. Al norte hay muchas coníferas, como la pícea roja y el abeto balsámico, que se pueden ver crecer en las latitudes más septentrionales de la región de los Apalaches. En las secciones del norte de la meseta, en elevaciones más bajas, puede encontrar maderas duras del norte, como el arce azucarero y el roble blanco. En el sur de los Apalaches, el crecimiento de sicómoros, nogales y pacanas son comunes. Se estima que hay alrededor de 2.000 especies de flora dentro de la región de los Apalaches. Las flores varían debido a la elevación y el clima del área de la región de los Apalaches. Diferentes tipos de flores en las secciones norte y sur de los Apalaches. Las flores como el rododendro, la azalea y el laurel de montaña se pueden encontrar en las regiones del sur, mientras que los árboles del norte producirán ciclamor, guillomo, oxidendro y muchas otras.
Los hongos también son prominentes en la región de los Apalaches. Se pueden encontrar abundantes setas y líquenes, como rebozuelos, hongos ostra y umbilicaria.

### Fauna
Animales como el bisonte y los lobos solían ser nativos de la región de los Apalaches, pero han desaparecido. Los alces se han reintroducido en algunas regiones, ya que se extinguieron debido a la caza excesiva y la destrucción del hábitat anteriormente. A lo largo de toda la región de la meseta de los Apalaches hay una abundancia de zorros, mapaches, jabalíes, osos negros, venados de cola blanca y castores. Los investigadores también encontraron que había más de 200 especies de aves canoras y de caza, incluidos pavos salvajes, garzas, gansos, halcones, patos y muchos más.

## Recursos naturales
La meseta de los Apalaches tiene una gran variedad de recursos naturales en todo su paisaje accidentado. Dentro de estos recursos, hay muchas sustancias sedimentarias. En los valles de la meseta de los Apalaches hay abundancia de piedra caliza, que todavía se extrae para cemento y agregados. Debido a la minería excesiva a lo largo del tiempo, las canteras de piedra caliza se están agotando en muchas áreas, pero algunos todavía son relativamente abundantes. Hierro y carbón también se encuentran entre los abundantes recursos naturales encontrados. En diferentes regiones de la meseta de los Apalaches, se acumularon suficientes restos de plantas para formar turba, que luego del entierro, la compactación y el calentamiento se convirtió en el carbón de las cuencas carboníferas de los Apalaches. Debido a la abundancia de carbón en la meseta de los Apalaches, la minería del carbón ha sido un elemento básico del área y ha demostrado ser un centro minero muy exitoso. El mineral de hierro fue una vez un recurso natural extremadamente abundante, pero debido a la delgada capa de hierro, con el tiempo se agotó en su mayoría. Un recurso natural muy conocido de la meseta de los Apalaches es su tierra y suelo. El suelo es rico y es ideal para tierras de cultivo. Dentro de la piedra caliza que se encuentra en toda la meseta de los Apalaches hay muchas sustancias fosilizadas, como plantas y tallos viejos, lo que puede ayudar a explicar por qué la meseta también tiene una gran cantidad de gases naturales y petróleo.

## Protección
Proteger la región de los Apalaches del daño de la influencia humana ha sido importante en la era moderna. Los conservacionistas han estado luchando para preservar la vida silvestre en la región de los Apalaches. La región ha demostrado que con buen cuidado, la flora y la fauna pueden ser muy resistentes. Sin embargo, en 1890, la destrucción de los bosques de la región de los Apalaches estaba a gran escala con la invención del ferrocarril, los aserraderos y la tala de árboles. Esto provocó grandes inundaciones e incendios forestales en la región y destruyó especies clave en toda la región. Al darse cuenta de que la destrucción del bosque se estaba convirtiendo en un problema importante, el gobierno aprobó la Ley Weeks de 1911, que permitía al gobierno federal comprar terrenos privados para proteger los ríos y las cuencas hidrográficas en el este de los Estados Unidos.
La primera compra bajo esta ley fue el Bosque Nacional Pisgah. En 1964, la Ley de Áreas Salvajes amplió las protecciones para millones de acres de tierras federales, como Shining Rock y Linville Gorge . La Ley de Áreas Silvestres del Este de 1975 creó áreas protegidas ampliadas en Carolina del Norte, Virginia y Tennessee. Hoy, cerca del 21% de la región está protegida. Los grupos de conservación que se dedican a preservar la región de la meseta de los Apalaches incluyen la Coalición del Bosque de los Apalaches del Sur y la Alianza del Bosque del Norte. En última instancia, los expertos e investigadores dicen que la mejor manera de continuar protegiendo la región de los Apalaches es incorporar la conservación en la educación pública para que las personas entiendan y apoyen los beneficios de conservar las tierras.

### Monumentos y parques estatales

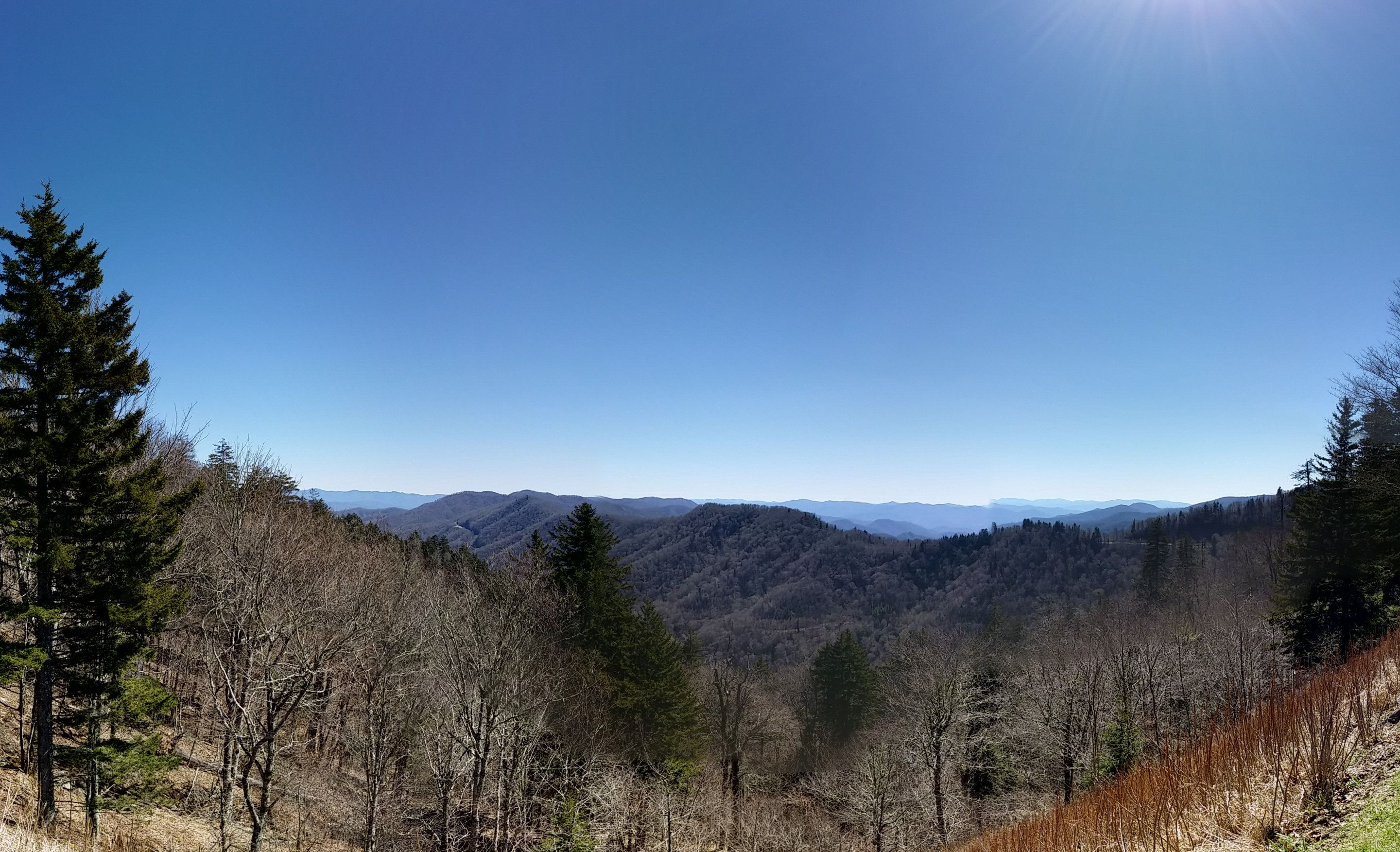
Grandes Montañas Humeantes, Tennessee

La meseta de los Apalaches tiene muchos puntos de referencia y espacios públicos para acampar, hacer senderismo y hacer turismo. El parque estatal Allegany en Nueva York, el parque estatal Ohiopyle en Pensilvania, el parque estatal Hocking Hills en Ohio, el bosque estatal Cooper's Rock en Virginia Occidental y el parque estatal Cloudland Canyon en Georgia son parques estatales notables en o a lo largo del borde de la meseta; hay muchos más parques estatales y bosques estatales en toda la región, y el Bosque Nacional Wayne y el Bosque Nacional Allegheny también se encuentran en la meseta de los Apalaches.